# Neohelvibotys
Neohelvibotys là một chi bướm đêm thuộc họ Crambidae.